# Maltodextrine
Une maltodextrine est le résultat de l'hydrolyse d'un amidon (blé, maïs, pois) ou d'une fécule (de pomme de terre). Elle est constituée de différents saccharides (D-glucose, maltose, maltotriose, oligosides et polyosides) directement issus de cette réaction, dans des proportions qui dépendent du degré d'hydrolyse.
Ce dernier est mesuré par le paramètre nommé dextrose équivalent (DE) (le dextrose est le D-glucose, ce qui est le nom IUPAC). Plus le DE est grand, plus l'hydrolyse est poussée, et, donc, plus la proportion en mono- et oligosaccharides (à chaîne courte) composant la maltodextrine est grande : un DE de 0 représenterait l’amidon lui-même, un DE de 100 représenterait du D-glucose pur, soit un amidon totalement transformé. La limite du DE pour une maltodextrine est de 20. Au-delà, le produit obtenu a pour appellation légale « sirop de glucose déshydraté ».
Dans l’industrie agroalimentaire, l'hydrolyse se fait généralement par voie enzymatique (de la même façon que dans l’appareil digestif). Au stade souhaité de la réaction, les enzymes sont désactivées par l’ajout de sulfites, par une baisse du pH ou, encore, par un choc thermique à haute température. La solution est alors purifiée, puis souvent séchée (tour d’atomisation, sécheur à lit fluidisé, etc.). La maltodextrine se présente alors sous la forme d’une poudre blanche inodore.

## Utilisation
Les maltodextrines peuvent être utilisées à la place des céréales extrudées, riches en fibres, et des graisses dans les collations. Actuellement les maltodextrines sont utilisées commercialement pour remplacer les graisses dans les sauces à salade, les trempettes, les margarines et les desserts congelés. Comme substitut de graisse, les maltodextrines ne fournissent que 4 cal/g,  contre 9 cal/g pour les matières grasses.[réf. nécessaire]
Les maltodextrines sont largement utilisées dans l’industrie comme support (arôme…), excipient (médicament) ou agent de charge. Elles ont un pouvoir sucrant très faible. Elles peuvent avoir une fonctionnalité (amélioration de la solubilité, de la texture). Les procédés modernes permettent d’en faire des agents encapsulants et/ou gonflants (exemple des édulcorants de table, où l’aspartame est englobé dans des grains de maltodextrine peu denses).[réf. souhaitée]